# Waldo (Arkansas)
Waldo è un comune degli Stati Uniti d'America, situato in Arkansas, nella contea di Columbia.